# Número de Dunbar

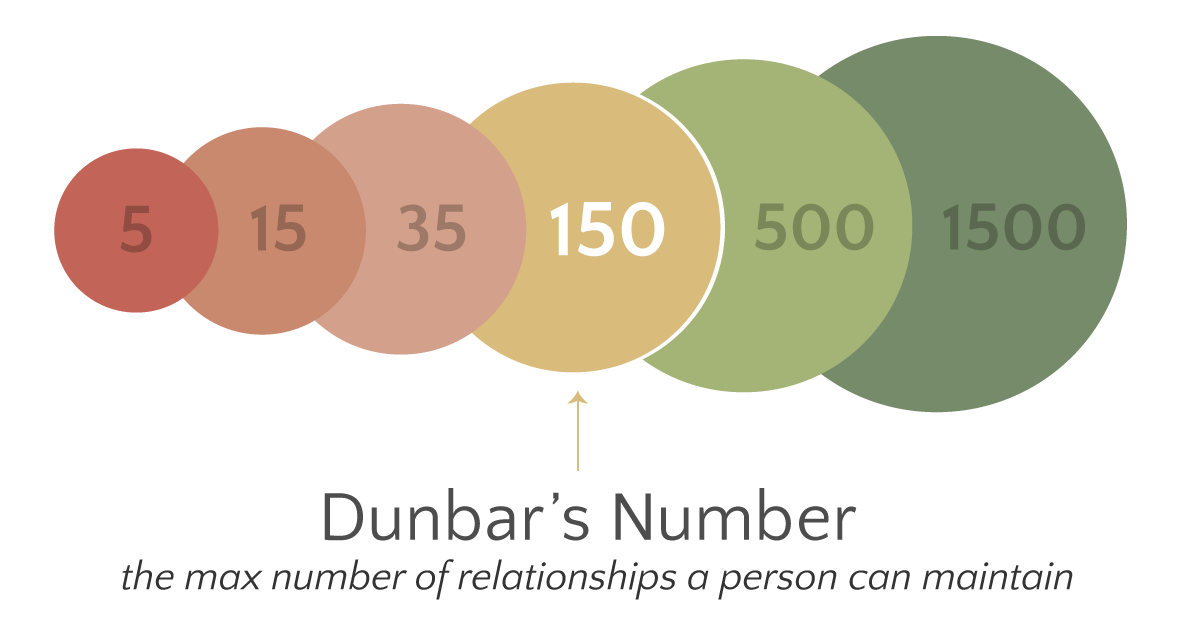
150 individuos sería el límite.

El número de Dunbar es, según el antropólogo Robin Dunbar, la cantidad de personas que pueden relacionarse plenamente en un sistema determinado. Dunbar teoriza que este valor, aproximadamente de 150 personas, está relacionado con el tamaño de la neocorteza cerebral y su capacidad de proceso.

## Origen
Los primatólogos —estudiosos del comportamiento de los primates— notaron en sus investigaciones que, dada su naturaleza altamente social, los primates no humanos tienen que mantener un contacto personal con los demás miembros de su grupo social. El número de miembros del grupo con los que un primate puede mantener dicho contacto parece estar limitado por el volumen de la neocorteza cerebral. Esto sugiere que hay un índice de tamaño de grupo social según la especie, diferenciable por el volumen del neocórtex.
En 1992, Dunbar usó la correlación observada en primates no humanos para predecir el tamaño del grupo social de los humanos. Dunbar predijo un grupo de un tamaño de 147,8 (usualmente redondeado a 150), aunque lo consideró un valor aproximado.

## El misterioso número 150
Dunbar comparó esta predicción con grupos observables de humanos. Comenzando con la suposición de que la neocorteza humana se desarrolló hace alrededor de 250 000 años, buscó en la literatura antropológica y etnográfica para realizar una especie de censo sobre tamaños de grupos sociales en las sociedades nómadas. Dunbar notó que los grupos caían dentro de tres categorías: de 30-50, 100-200, y 500-2500 individuos.
Los tamaños de tribus y villas investigados por Dunbar también parecían aproximarse a este valor predicho, incluyendo 150 como el tamaño estimado de un poblado granjero de la era neolítica; 150 como el punto de quiebra y separación de un asentamiento de huteritas; 200 como el número máximo de académicos en la sub-especialización de una disciplina; 150 como el tamaño básico de una unidad militar profesional en la Roma antigua y en los tiempos modernos desde el siglo XVI.
Dunbar teorizó que un grupo con un tamaño de 150 personas debía tener un incentivo muy alto para mantenerse juntas. Para que un grupo de este tamaño poseyese esa cohesión, Dunbar especuló que por lo menos un 42% del tiempo el grupo debía dedicarse a la socialización.
Correspondientemente, solo grupos bajo una intensa presión de supervivencia, como poblados de subsistencia, tribus nómadas y grupos militares, pudieron, en promedio, alcanzar la cantidad de 150 miembros. Es más, Dunbar notó que tales grupos están casi siempre cerca físicamente. Un grupo disperso tendría menos lazos, al encontrarse sus individuos de forma menos frecuente. Por lo tanto, los grupos de 150 miembros solo aparecerían debido a una necesidad absoluta; por ejemplo, a una presión económica agresiva.
Dunbar propuso también que el lenguaje puede haberse generado como un instrumento para socializar fácilmente, ya que sin el lenguaje los humanos habrían tenido que ocupar casi la mitad de su tiempo en socialización, lo que habría hecho que cualquier esfuerzo de cooperación productiva fuera casi imposible. El lenguaje puede haber proporcionado cohesión a las sociedades, reduciendo la necesidad de intimidad física y social.
El número Dunbar se convirtió entonces en un tema de gran interés dentro de la antropología, la sociología, la estadística y la administración de empresas.

## Aplicaciones

### Tipología social
El número de Dunbar se ha aplicado a distintos tipos de políticas sociales, en lo concerniente a su viabilidad; se considera que, según la teoría de Dunbar, a pequeña escala —menos de 150 individuos— la mayoría de los órdenes sociales, como el socialismo, el fascismo y otras ideologías centralizadas, podrían funcionar adecuadamente, pero, al aumentar la población, la dificultad de mantener adecuadamente relaciones controladas entre los individuos haría que surgiesen problemas. El enfoque de Dunbar se ha completado por diversas personas autoras teniendo en cuenta el papel que juega la confianza como cemento de la sociedad y para explicar la diversidad.

### Superpoblación
La teoría también se aplica a problemas de superpoblación, ya que, cuanto más se aleje un grupo social de la media hipotética de 150 en cualquier sistema delimitado, por ejemplo una ciudad, más probable será la aparición de conflictos, como los que se ven hoy en día: contaminación ambiental, crimen, discriminación, guerra, etcétera.
Esto no quiere decir que la población mundial deba reducirse a solo 150 individuos, ya que sería prácticamente imposible, pero sí que cuanto menos se aleje cada comunidad o población de la media de 150, menos problemas sociales habrá.

### Redes sociales
Las redes sociales amplían los límites del social grooming, permitiendo, por ejemplo, que felicitemos el cumpleaños o enviemos un tuit o mensaje corto sobre lo que estamos haciendo a cualquiera sin mucho esfuerzo, lo que genera eso que todos estamos comprobando a medida que empezamos a usar las redes sociales: nunca, en ningún cumpleaños, evento importante para nosotros como un cambio de trabajo, a lo largo de estos años, nos había llegado a felicitar tanta gente. Y no es que seamos más populares o más queridos que el año anterior, es simplemente que la red social lo recuerda, y disminuye el esfuerzo necesario para llevar a cabo esa tarea social, hasta convertirlo en un simple clic.